# Приневська низовина
Приневская низина - низовина в Ленінградській області Росії, що охоплює долини Неви, її приток Іжори та Тосни, а також ряду більш дрібних річок.
Поверхня низини складена озерно-льодовиковими терасами. Поверхня в основному безлісна, часто заболочена (лісові масиви, в основному хвойні, збереглися лише на сході). Ґрунти варіюються від торф'яно-болотних до сильно підзолистих. Великі площі займають антропогенні пейзажі (міська забудова, дачні ділянки). Для низини характерні значні запаси торфу.
На Приневській низині розташовані такі міста, як Санкт-Петербург і Колпіно.